# Paul Northfield
Paul Northfield (...) è un produttore discografico e ingegnere del suono statunitense.
Noto per la varietà di generi musicali per cui lavora, la sua discografia varia da Roberta Flack ai Suicidal Tendencies, dai Rush alle Hole, dai Dream Theater a Kim Mitchell, da Ozzy Osbourne a Bryan Adams.

## Discografia parziale
Con Roberta Flack
- Roberta Flack & Donny Hathaway - 1972 (ingegnere del suono)

Con Pat Travers
- Makin' Magic - 1977 (ingegnere del suono, missaggio)
- Four Play - 2005 (ingegnere del suono)

Con Gentle Giant
- Free Hand - 1975 (ingegnere del suono)
- Interview - 1976 (ingegnere del suono)
- The Missing Piece - 1977 (ingegnere del suono)
- Playing the Fool - 1977 (ingegnere del suono)
- Giant for a Day - 1978 (ingegnere del suono)

Con Judas Priest
- Stained Class - 1978 (ingegnere del suono)

Con Rush
- Permanent Waves - 1980 (ingegnere del suono)
- Exit...Stage Left - 1981 (ingegnere del suono, missaggio)
- Moving Pictures - 1981 (ingegnere del suono)
- Signals - 1982 (ingegnere del suono, missaggio)
- Grace Under Pressure - 1984 (sintetizzatore, programmazioni)
- Show of Hands - 1989 (ingegnere del suono)
- Different Stages - 1998 (produttore, missaggio)
- Vapor Trails - 2002 (produttore, ingegnere del suono)
- The Spirit of Radio: Greatest Hits 1974-1987 - 2003 (ingegnere del suono)

Con Asia
- Alpha - 1983 (ingegnere del suono, missaggio)
- Then & Now - 1990 (ingegnere del suono)
- The Very Best of Asia: Heat of the Moment (1982-1990) - 2000 (ingegnere del suono)
- Chronicles - 2005 (ingegnere del suono, missaggio)

Con Queensrÿche
- Operation: Mindcrime - 1988 (ingegnere del suono)
- Empire - 1990 (ingegnere del suono)

Con Alice Cooper
- Hey Stoopid - 1991 (ingegnere del suono)

Con Suicidal Tendencies
- The Art of Rebellion - 1992 (ingegnere del suono, missaggio)
- Suicidal for Life - 1994 (produttore, ingegnere del suono, missaggio)
- Prime Cuts - 1997 (produttore, missaggio)
- Six the Hard Way - 1998 (produttore, missaggio)
- Freedumb - 1999 (produttore, ingegnere del suono, missaggio)
- Free Your Soul and Save My Mind - 2000 (missaggio)
- Live at the Olympic Auditorium - 2010 (ingegnere del suono, missaggio)

Con Infectious Grooves
- Sarsippius' Ark (Limited Edition) - 1993 (produttore, missaggio)
- Groove Family Cyco - 1994 (missaggio)

Con D-A-D
- Good Clean Family Entertainment You Can Trust - 1995 (produttore, ingegnere del suono)
- Helpyourselfish - 1995 (produttore, ingegnere del suono, missaggio)

Con Ozzy Osbourne
- Ozzmosis - 1995 (ingegnere del suono)
- The Ozzman Cometh - 2002 (ingegnere del suono, missaggio)

Con Hole
- Celebrity Skin - 1998 (ingegnere del suono)
- Awful: Australian Tour - 1999 (ingegnere del suono)

Con Dream Theater
- Systematic Chaos - 2007 (ingegnere del suono, missaggio)
- Black Clouds & Silver Linings - 2009 (ingegnere del suono, missaggio)

Altri
- Marilyn Manson Holy Wood (In the Shadow of the Valley of Death) - 2000 (ingegnere del suono)
- Danger Danger Cockroach - 2001 (ingegnere del suono)
- Bryan Adams Anthology - 2005 (assistente ingegnere del suono)
- Steve Vai Archives Vol.4 - 2005 (ingegnere del suono)
- Porcupine Tree Deadwing - 2005 (ingegnere del suono)
- Vinnie Moore To the Core - 2009 (missaggio)